# Mont Minami (Hokkaidō)
Le mont Minami (南岳, Minami-dake) est un volcan culminant à 1 459 m d'altitude dans la péninsule de Shiretoko en Hokkaidō au Japon.